# AACTA alla migliore sceneggiatura non originale
L'AACTA alla migliore sceneggiatura non originale (AACTA Award for Best Adapted Screenplay) è un premio cinematografico assegnato annualmente agli autori della sceneggiatura di un film di produzione australiana basata su materiale già pubblicato in precedenza votata come migliore dall'Australian Academy of Cinema and Television Arts.
Assegnato a partire dal 1978, il premio è stato consegnato dall'Australian Film Institute fino al 2010 con il nome di AFI alla migliore sceneggiatura non originale. In occasione delle edizioni del 1980-1982, 1990-1992 e 2007, il premio è stato accorpato a quello dedicato alla miglior sceneggiatura originale e sostituito dall'AFI alla migliore sceneggiatura, mentre nell'edizione del 2004 non è stato assegnato in toto.

## Vincitori e candidati

### Anni 1970
- 1978
  - Eleanor Witcombe - Il sapore della saggezza (The Getting of Wisdom)
  - Michael Pate - The Mango Tree
  - Fred Schepisi - The Chant of Jimmie Blacksmith
  - Peter Yeldham - Weekend of Shadows
- 1979
  - Eleanor Witcombe - La mia brillante carriera (My Brilliant Career)
  - Bruce Beresford - Squadra speciale 44 magnum - La morte fa l'appello (Money Movers)
  - Tim Burstall - The Last of the Knucklemen
  - Ken Quinnell - Cathy's Child

### Anni 1980
- 1983
  - Michael Jenkins - Careful, He Might Hear You
  - Richard Cassidy - Now and Forever
  - Christopher Koch, Peter Weir e David Williamson - Un anno vissuto pericolosamente (The Year of Living Dangerously)
  - Tutte Lemkow, Dido Merwin, Henri Safran e Peter Smalley - L'anitra selvatica (The Wild Duck)
- 1984
  - John Patterson e Chris Borthwick - Annie's Coming Out
  - Everett De Roche - Razorback - Oltre l'urlo del demonio (Razorback)
  - Russell Hagg - La banda della BMX (BMX Bandits)
  - Richard Lowenstein - Strikebound
- 1985
  - Peter Carey e Ray Lawrence - Bliss
  - Frank Moorhouse - Coca Cola Kid (The Coca-Cola Kid)
  - Denise Morgan - An Indecent Obsession
  - Michael Jenkins e Bob Herbert - Rebel Matt, soldato ribelle (Rebel)
- 1986
  - Bruce Beresford e Rhoisin Beresford - The Fringe Dwellers
  - Peter Gawler - Playing Beatie Bow
  - Evan Jones - Kangaroo
  - Stephen Wallace - For Love Alone
- 1987
  - David Williamson - Agente sì... ma di commercio! (Travelling North)
  - Paul Cox - Vincent
  - Hilary Furlong - The Place at the Coast
  - Don McLennan - Slate, Wyn & Me
- 1989
  - Robert Caswell e Fred Schepisi - Un grido nella notte (Evil Angels)
  - Terry Hayes - Ore 10: calma piatta (Dead Calm)
  - Abe Pogos - Compo
  - David Williamson - Emerald City

### Anni 1990
- 1993
  - James Ricketson e Archie Weller - Blackfellas
  - Dávid Holman - No Worries
  - Kevin Lucas - Black River
  - John Tatoulis e Jon Stephens - The Silver Brumby
- 1994
  - David Stevens - Tutto ciò che siamo (The Sum of Us)
  - Michael Blakemore - Vita di campagna (Country Life)
  - Robert Carter e Pauline Chan - Traps
  - Ray Mooney e Alkinos Tsilimidos - Everynight... Everynight
- 1995
  - Richard Franklin e Peter Fitzpatrick - Hotel Sorrento
  - Jim Barton e John Ruane - Quell'occhio, il cielo (That Eye, The Sky)
  - George Whaley - Dad and Dave: On Our Selection
  - David Williamson - Sanctuary
- 1996
  - Louis Nowra - Pazzi per Mozart (Cosi)
  - John Brumpton e Lawrence Johnston - Life
  - Nick Parsons - Dead Heart
  - John A. Scott - What I Have Written
- 1997
  - Laura Jones - Il pozzo (The Well)
  - Nick Enright - Blackrock
  - Carl Schultz - Love in Ambush
- 1998
  - Stephen Sewell - The Boys
  - Andrew Bovell, Ana Kokkinos e Mira Robertson - Head On
  - Laura Jones - Oscar e Lucinda (Oscar and Lucinda)
  - Louis Nowra - Radiance
- 1999
  - Andrew McGahan - Praise

### Anni 2000
- 2000
  - Melina Marchetta - Terza generazione (Looking for Alibrandi)
  - Harry Cripps, Greg Haddrick e Simon Hopkinson - Il budino magico (The Magic Pudding)
  - Andrew Dominik - Chopper
- 2001
  - Andrew Bovell - Lantana
  - Daniel Keene - Silent Partner
  - Anne Kennedy - La maschera di scimmia (The Monkey's Mask)
  - Richard Lowenstein - E morì con un felafel in mano (He Died with a Felafel in His Hand)
- 2002
  - Paul Goldman e Phillip Gwynne - Australian Rules
  - John Briley - Molokai: The Story of Father Damien
  - Tony Fingleton - Una bracciata per la vittoria (Swimming Upstream)
  - Christine Olsen - La generazione rubata (Rabbit-Proof Fence)
- 2003
  - Tony McNamara - The Rage in Placid Lake
  - Stephen Davies e Kier Shorey - Blurred
  - Vanessa Lomma - Teesh and Trude
  - John Michael McDonagh - Ned Kelly
- 2005
  - Robert Connolly e Elliot Perlman - Three Dollars
  - Christine Madafferi - Hating Alison Ashley
  - David Snell e Kriv Stenders - The Illustrated Family Doctor
  - Lyndon Terracini - The Widower
- 2006
  - Neil Armfield e Luke Davies - Paradiso + Inferno (Candy)
  - Andrew Bovell e Ana Kokkinos - The Book of Revelation
  - Beatrix Christian - Jindabyne
  - Reg Cribb - Last Train to Freo
- 2008
  - Peter Duncan - Unfinished Sky
  - Stephen Vagg - All My Friends Are Leaving Brisbane
- 2009
  - Robert Connolly e David Williamson - Balibo
  - Andrew Bovell, Patricia Cornelius, Melissa Reeves e Christos Tsiolkas - Blessed
  - Jan Sardi - Mao's Last Dancer
  - Rachel Ward - Beautiful Kate

### Anni 2010
- 2010
  - Stuart Beattie - Il domani che verrà - The Tomorrow Series (Tomorrow, When the War Began)
  - Julie Bertuccelli - L'albero (The Tree)
  - Jimmy Chi, Reg Cribb e Rachel Perkins - Bran Nue Dae
  - Allan Cubitt - Ragazzi miei (The Boys are Back)
- 2012
  - Shaun Grant - Snowtown
  - Alice Addison - The Hunter
  - Judy Morris - The Eye of the Storm
  - Daniel Taplitz - Red Dog
- 2013
  - Tony Briggs e Keith Thompson - The Sapphires
  - Robin Mukherjee e Cate Shortland - Lore
- 2014
  - Baz Luhrmann e Craig Pearce - Il grande Gatsby (The Great Gatsby)
  - Christopher Hampton - Two Mothers (Adoration)
  - Louise Fox - Dead Europe
  - Jonathan auf der Heide, Emily Ballou, Jub Clerc, Circa Contemporary Circus, Marcel Dorney, Rhys Graham, Justin Kurzel, Claire McCarthy, Ian Meadows, Justin Monjo, Kris Mrksa, Ashlee Page, Warwick Thornton, Andrew Upton, Marieka Walsh, Mia Wasikowska e David Wenham - The Turning
- 2015/I
  - Frank Cottrell Boyce e Andy Paterson - Le due vie del destino - The Railway Man (The Railway Man)
  - Michael e Peter Spierig - Predestination
- 2015/II
  - Reg Cribb e Jeremy Sims - Last Cab to Darwin
  - Brendan Cowell - Ruben Guthrie
  - Tommy Murphy - Holding the Man
- 2016
  - Simon Stone - The Daughter
  - Matthew Whittet - Girl Asleep
- 2017
  - Luke Davies - Lion - La strada verso casa (Lion)
  - Anne Brooksbank, Ursula Cleary e James Greville - Don't Tell
  - Shaun Grant - Berlin Syndrome - In ostaggio (Berlin Syndrome)
  - Shaun Grant e Craig Silvey - Jasper Jones
- 2018
  - Joel Edgerton - Boy Erased - Vite cancellate (Boy Erased)
  - Simon Baker, Gerard Lee e Tim Winton - Breath
  - Bruce Beresford e Sue Milliken - Ladies in Black
  - Yolanda Ramke - Cargo